# Calloserica rupthangensis
Calloserica rupthangensis är en skalbaggsart som beskrevs av Ahrens 2004. Calloserica rupthangensis ingår i släktet Calloserica och familjen Melolonthidae. Inga underarter finns listade.